# Agní Bálca
Agní Bálca (latinos átírásban gyakran: Agnes Baltsa; görög betűkkel: Aγνή Mπάλτσα) (Lefkáda, 1944. november 19. –) görög mezzoszoprán énekesnő.

## Életrajza
1944. november 19-én Görögországban született, Lefkász szigetén. Hatévesen már zongoraórákat vett. 1958-ban Athénba költözött, ahol 1965-ben diplomázott az ottani konzervatóriumban. Ugyanebben az évben elnyerte a Maria Callas-ösztöndíjat, amelynek segítségével, Münchenben folytathatta tanulmányait.
Elsőként, 1968-ban Cherubino (Figaro házassága, W. A. Mozart) szerepében lépett fel a Frankfurti Operaházban, majd ezt követte 1970-ben Octavian szerepe (A rózsalovag, Richard Strauss) a Bécsi Nemzeti Színházban. Máig is ő a legfiatalabb, aki valaha a Bécsi Nemzeti Színháznál eljátszotta Octaviant.